# De stilte valt zo hard
De stilte valt zo hard is een nummer van de Nederlandse band Van Dik Hout uit 2000. Het is de tweede single van hun vierde studioalbum Ik jou & jij mij.
"De stilte valt zo hard" is een ballad over de pijnlijke situatie als twee mensen uit elkaar groeien en heel krampachtig proberen hun relatie te redden met valse beloftes en halve waarheden. Het nummer werd een bescheiden succesje in Nederland, met een 3e positie in de Tipparade.

## Tracklijst
- Cd-single

1. "De stilte valt zo hard" (albumversie) - 3:49
2. "De stilte valt zo hard" (bootlegversie) - 4:02
3. "Vraagteken (?)" - 3:53
4. "Twee soorten sneeuw" - 2:35